# Philippe Turlure
Philippe Turlure est un chef décorateur français.
Épouse : Karine TURLURE, artiste peintre sous le nom de KARIBOU

## Filmographie
- 1972 : Le Dernier Tango à Paris (Ultimo tango a Parigi)
- 1973 : Deux hommes dans la ville
- 1978 : La Part du feu
- 1979 : Le Mors aux dents
- 1981 : Chanel solitaire
- 1981 : Le Professionnel
- 1984 : Un amour de Swann
- 1984 : L'Amour à mort
- 1985 : Bras de fer
- 1988 : La Légende du saint buveur (La Leggenda del santo bevitore)
- 1988 : La Couleur du vent
- 1989 : 18 Brumaire
- 1989 : Je veux rentrer à la maison (I Want to Go Home)
- 1990 : Le Fantôme de l'Opéra (The Phantom of the Opera) (TV)
- 1990 : L'Autrichienne
- 1992 : La Voix
- 1992 : Fatale (Damage)
- 1996 : Evita
- 1997 : On connaît la chanson
- 1998 : L'Homme au masque de fer (The Man in the Iron Mask)
- 1999 : La Neuvième Porte (The Ninth Gate)
- 1999 : Les Enfants du siècle
- 2000 : The man who cried - Les larmes d'un homme (The Man Who Cried)
- 2001 : Le Cirque invisible (The Invisible Circus)
- 2001 : CQ
- 2001 : L'Affaire du collier (The Affair of the Necklace)
- 2004 : Deux Frères
- 2006 : Le Parfum, histoire d'un meurtrier (Perfume: The Story of a Murderer)
- 2011 : Les Trois Mousquetaires (The Three Musketeers)
- 2014 : Diplomatie

## Nomination
- Nomination à l'Oscar de la meilleure direction artistique en 1996 pour Evita.